# Rinkaby socken, Närke
Rinkaby socken i Närke ingick i Glanshammars härad, ingår sedan 1974 i Örebro kommun i Örebro län och motsvarar från 2016 Rinkaby distrikt.
Socknens areal är 31,59 kvadratkilometer, varav 31,54 land. År 2000 fanns här 559 invånare. Godset Myrö samt kyrkbyn Rinkaby med Rinkaby kyrka ligger i socknen.

## Administrativ historik
Rinkaby socken har medeltida ursprung.
Den 1 januari 1937 (enligt beslut den 20 mars 1936) överfördes egendomen Ulriksberg med en areal av 3,17 km², varav allt land, från Längbro socken till Rinkaby. Samtidigt överfördes hemmanet Munkatorp med en areal av 0,64 km², varav allt land, från Rinkaby till Örebro stad och Längbro församling.
Vid kommunreformen 1862 övergick socknens ansvar för de kyrkliga frågorna till Rinkaby församling och för de borgerliga frågorna till Rinkaby landskommun. Landskommunen inkorporerades 1952 i Glanshammars landskommun som 1974 uppgick i Örebro kommun. Församlingen uppgick 2002 i Glanshammars församling.
1 januari 2016 inrättades distriktet Rinkaby, med samma omfattning som församlingen hade 1999/2000.  
Socknen har tillhört fögderier, tingslag och domsagor enligt vad som beskrivs i artikeln Närke.  De indelta soldaterna tillhörde Närkes regemente, Örebro kompani och Livregementets husarkår, Örebro skvadron.

## Geografi
Rinkaby socken ligger nordost om Örebro norr om Hjälmaren. Socknen är slättbygd i söder och skogsbygd i övrigt.

## Fornlämningar

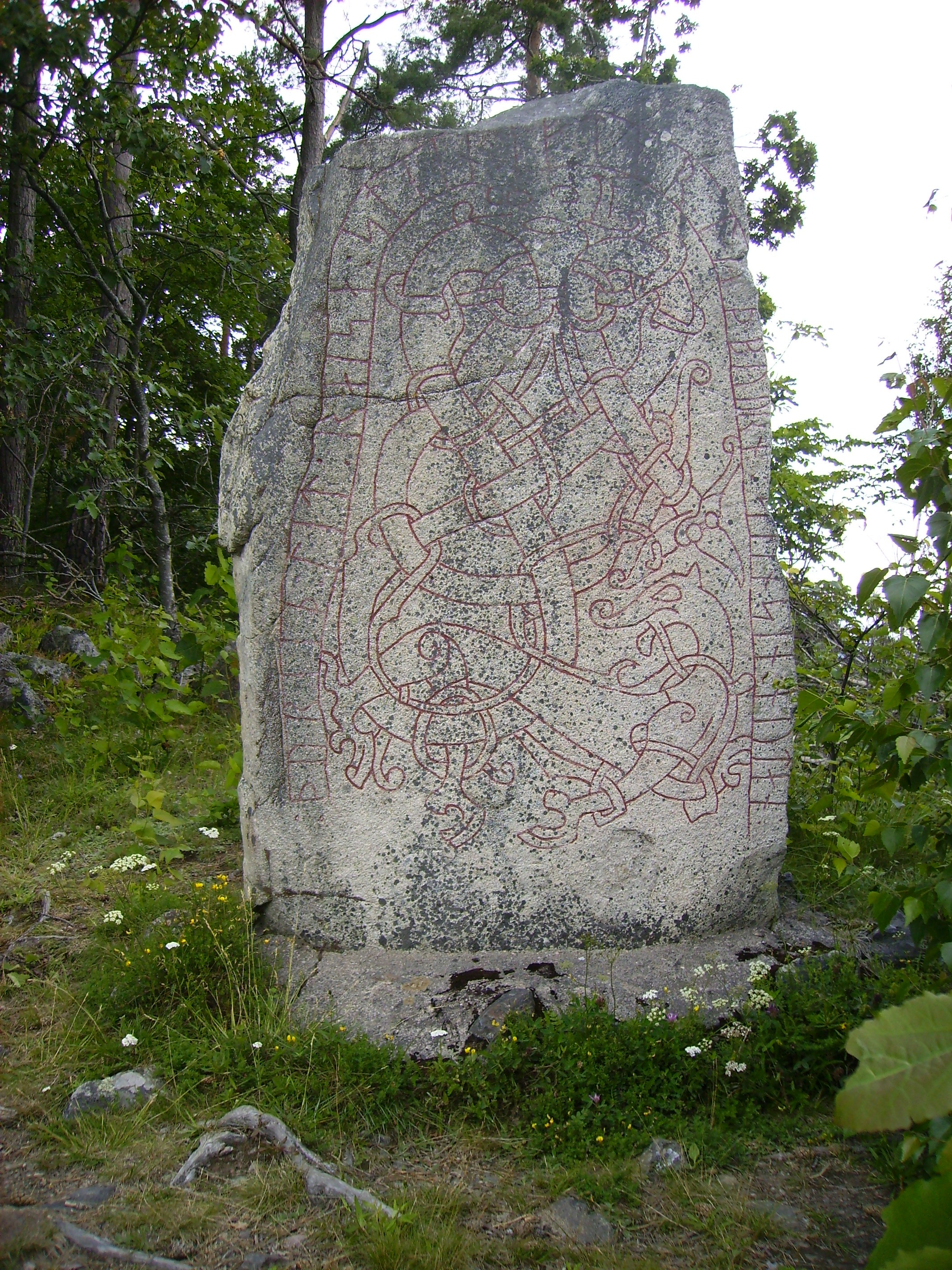
Nastastenen

Sju mindre gravfält från järnåldern är funna. En runristning finns vid kyrkan och en annan står vid Nasta.

## Namnet
Namnet (1314 Rinkäby) kommer från kyrkbyn. Förleden innehåller rinker, 'män, krigare'. Efterleden är by, 'gård ;by'.
Namnet skrevs före 22 oktober 1922 även Ringkarleby socken.

## Befolkningsutveckling
| Befolkningsutvecklingen i Rinkaby socken, Närke 1750–1990                                               | Befolkningsutvecklingen i Rinkaby socken, Närke 1750–1990 | Befolkningsutvecklingen i Rinkaby socken, Närke 1750–1990 | Befolkningsutvecklingen i Rinkaby socken, Närke 1750–1990 | Befolkningsutvecklingen i Rinkaby socken, Närke 1750–1990 |
| --- | --------------------------------------------------------- | --------------------------------------------------------- | --------------------------------------------------------- | --------------------------------------------------------- |
| |                                                           |                                                           |                                                           |                                                           |
| År |                                                           |                                                           | Folkmängd                                                 |                                                           |
| 1750 | 1750                                                      |                                                           | 556                                                       |                                                           |
| 1760 | 1760                                                      |                                                           | 572                                                       |                                                           |
| 1769 | 1769                                                      |                                                           | 662                                                       |                                                           |
| 1780 | 1780                                                      |                                                           | 649                                                       |                                                           |
| 1790 | 1790                                                      |                                                           | 673                                                       |                                                           |
| 1800 | 1800                                                      |                                                           | 682                                                       |                                                           |
| 1810 | 1810                                                      |                                                           | 684                                                       |                                                           |
| 1820 | 1820                                                      |                                                           | 708                                                       |                                                           |
| 1830 | 1830                                                      |                                                           | 809                                                       |                                                           |
| 1840 | 1840                                                      |                                                           | 814                                                       |                                                           |
| 1850 | 1850                                                      |                                                           | 808                                                       |                                                           |
| 1860 | 1860                                                      |                                                           | 816                                                       |                                                           |
| 1870 | 1870                                                      |                                                           | 823                                                       |                                                           |
| 1880 | 1880                                                      |                                                           | 875                                                       |                                                           |
| 1890 | 1890                                                      |                                                           | 808                                                       |                                                           |
| 1900 | 1900                                                      |                                                           | 864                                                       |                                                           |
| 1910 | 1910                                                      |                                                           | 865                                                       |                                                           |
| 1920 | 1920                                                      |                                                           | 763                                                       |                                                           |
| 1930 | 1930                                                      |                                                           | 697                                                       |                                                           |
| 1940 | 1940                                                      |                                                           | 638                                                       |                                                           |
| 1950 | 1950                                                      |                                                           | 538                                                       |                                                           |
| 1960 | 1960                                                      |                                                           | 424                                                       |                                                           |
| 1970 | 1970                                                      |                                                           | 364                                                       |                                                           |
| 1980 | 1980                                                      |                                                           | 426                                                       |                                                           |
| 1990 | 1990                                                      |                                                           | 493                                                       |                                                           |
| Anm: Källor: Umeå universitet - Tabellverket 1749-1859, Demografiska databasen, CEDAR, Umeå universitet |                                                           |                                                           |                                                           |                                                           |